# Кауїм
Кауїм (Cauim) — традиційний алкогольний напій корінних народів Бразилії з доколумбових часів. Його все ще виготовляють сьогодні у віддалених районах на територіях Панами та Південної Америки . Кауїм виробляється шляхом бродіння маніока (великий крохмальний корінь), або кукурудзи. Іноді він також ароматизується фруктовими соками. Індіанці племені куна(корінні жителі Панами) використовують плантації.
Іспанською мовою його називають «Чича де Юка» або в деяких місцях (як Перу) «Масато». Найкращим терміном в англійській мові може бути «Manioc Beer» (маніокове пиво). Мовою Кічуа, «Луму асва». Мовою Шуар «Нідзіаманч». Мовою Пайкока «Коно».
Характерною рисою напою є те, що вихідний матеріал готується, прожовується і бродить, так що ферменти, присутні в людській слині, розщеплюють крохмаль на цукор. (Цей принцип спочатку також використовували японці для саке(японська рисова настоянка)).

## Приготування та звичаї

### Історичне використання серед племені Тупінамба
Наведений нижче опис, в основному зі слів Жана де Лері про його поїздку до Бразилії у XVI столітті, відноситься саме до тубільців, які проживали вздовж узбережжя центральної Бразилії. Однак він характерний і для інших племен по всій Бразилії.
Приготування Кауїму (як і інші завдання з приготування їжі) — суто жіноча робота, без участі чоловіків. Коріння маніоку тоненько нарізають, варять на тихому вогні і дають йому охолонути. Потім жінки та дівчата збираються навколо горщика; кожна неодноразово бере повний рот маніоку, прожовує його, і кладе в другий горщик (залежно від культури). Тоді ферменти в слині перетворюють крохмаль в цукор. (Чоловіки твердо вірять, що якби вони жували пасту, напій в результаті не смакував би так добре, і в будь-якому випадку вони вважають цю роботу такою ж неприйнятною для них як пряжу для європейських чоловіків). Жовту корінну пасту знову ставлять на вогонь і перемішують дерев'яною ложкою до повного приготування. Після цього пасту пускають у великі глиняні горщики («завбільшки половини бургундських винних бочок»).
Отриманий напій темний і густий, на зразок винної гущі, на смак як кисле молоко. Бувають світлі та темні різновиди кауїму. Напій також можна приправляти різними фруктами.
Як замінник кауїму народи Південної Америки використовували чапо, напій з плодів плантану, води та спецій. 